# Ladislav Hajniš
Ladislav Hajniš (12. ledna 1849 Praha – 2. května 1889 tamtéž) byl český technik. Pracoval v Daňkově továrně. Přispíval odbornými a populárními články do českých i zahraničních časopisů.

## Život
Narodil se v roce 1849 v Praze jako syn spisovatele-humoristy Františka Hajniše. Nejprve studoval nižší gymnázium, odkud přestoupil na vyšší reálku; poté získal inženýrský titul na technice. Specializoval se na stavbu strojů. Od roku 1870 (podle jiných zdrojů 1874) do konce života pracoval v Daňkově továrně, základu pozdějšího ČKD.
Od roku 1874 trpěl vleklou plicní chorobou (tuberkulózou), která jej v posledním čtvrt roku upoutala na lůžko. Zemřel v Praze 2. května 1889, pohřben byl na Olšanských hřbitovech.

## Dílo a význam
Hajniš vedle svého zaměstnání působil jako odborný spisovatel. Snažil se uvádět nejnovější vynálezy z různých oblastí techniky ve známost širokému okruhu čtenářů. Přispěl mnoha vědeckými a popularizačními články do Riegrova Slovníku naučného a do časopisů (Lumír, Osvěta, Athenaeum); některé jeho texty uveřejnily i časopisy anglické, francouzské a německé. Napsal také několik fejetonů pro Národní listy.
Byl oceňovaný pro svůj vypravěčský talent, který mu umožňoval zpřístupňovat složité technické otázky běžnému čtenáři. 10. března 1889 byl jmenován čestným členem spolku posluchačů inženýrství; sdružení tak ocenilo nejen jeho finanční příspěvek (50 zlatých), ale i to, že dal podnět k pořádání české odborné terminologie.
K jeho známým textům patřily např.:
- Povrchnost v literatuře odborné (Lumír 1885)[11]
- Historické a kritické úvahy o soustavě Liernurově, zejména o tak zvaném „racionelním odvodňování pomocí injektorů“ (1886), velká část nákladu shořela při požáru ve skladu nakladatele Františka Borového.[12]
- Článek o lodi Great Eastern v časopise Osvěta[13]